# Kostel svatého Prokopa (Dlouhá Třebová)

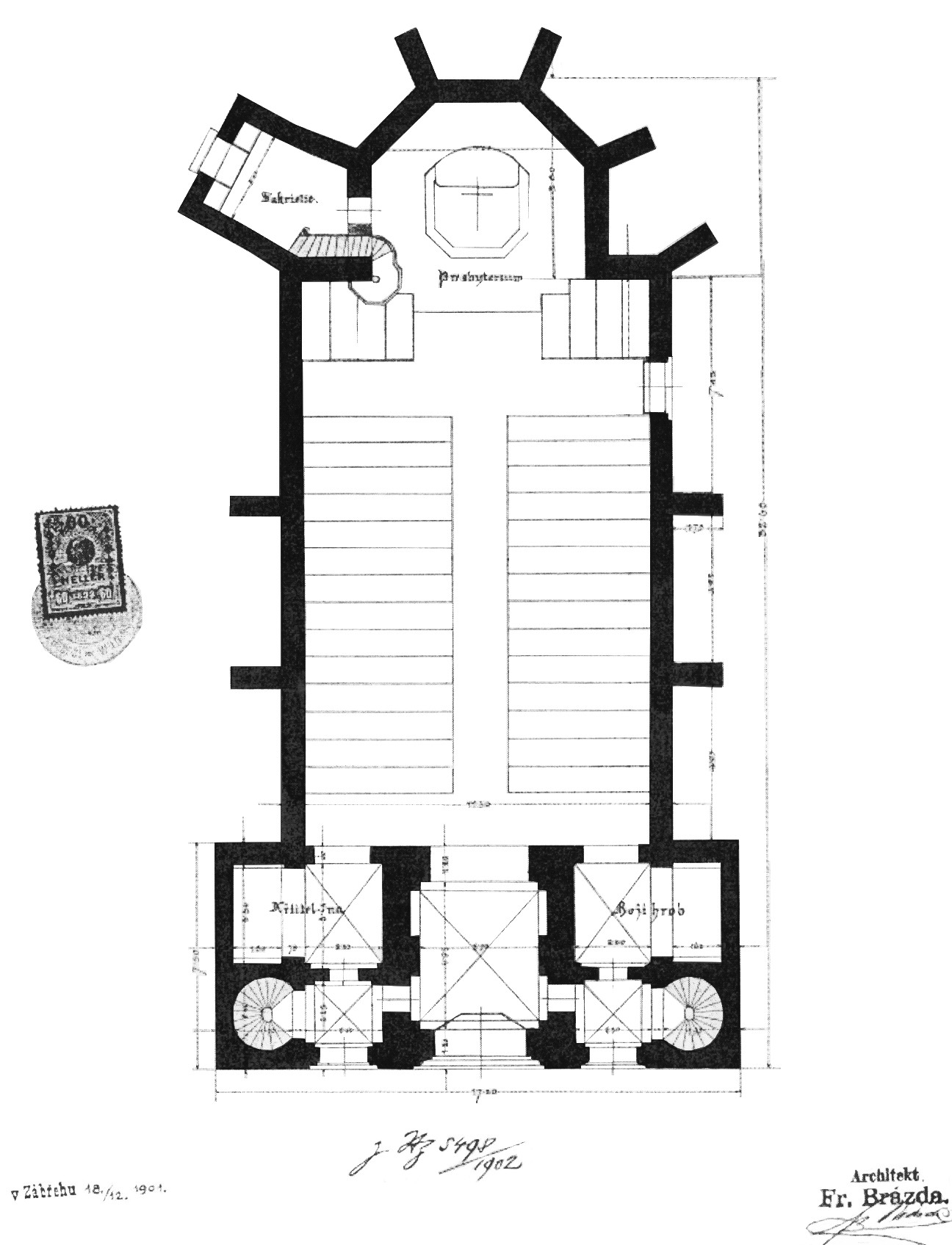
Půdorys kostela – arch. František Brázda

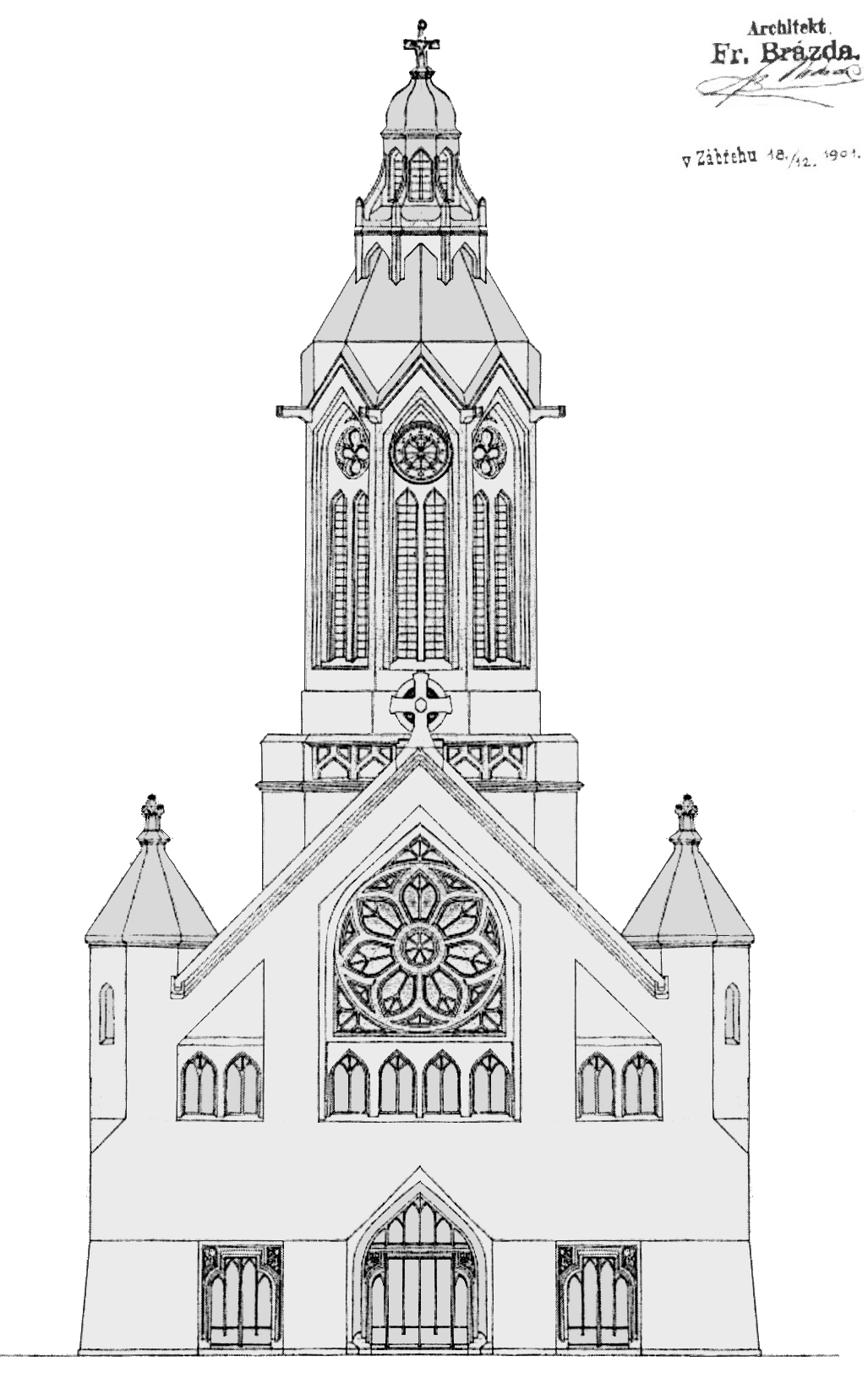
Původní architektonický návrh kostela

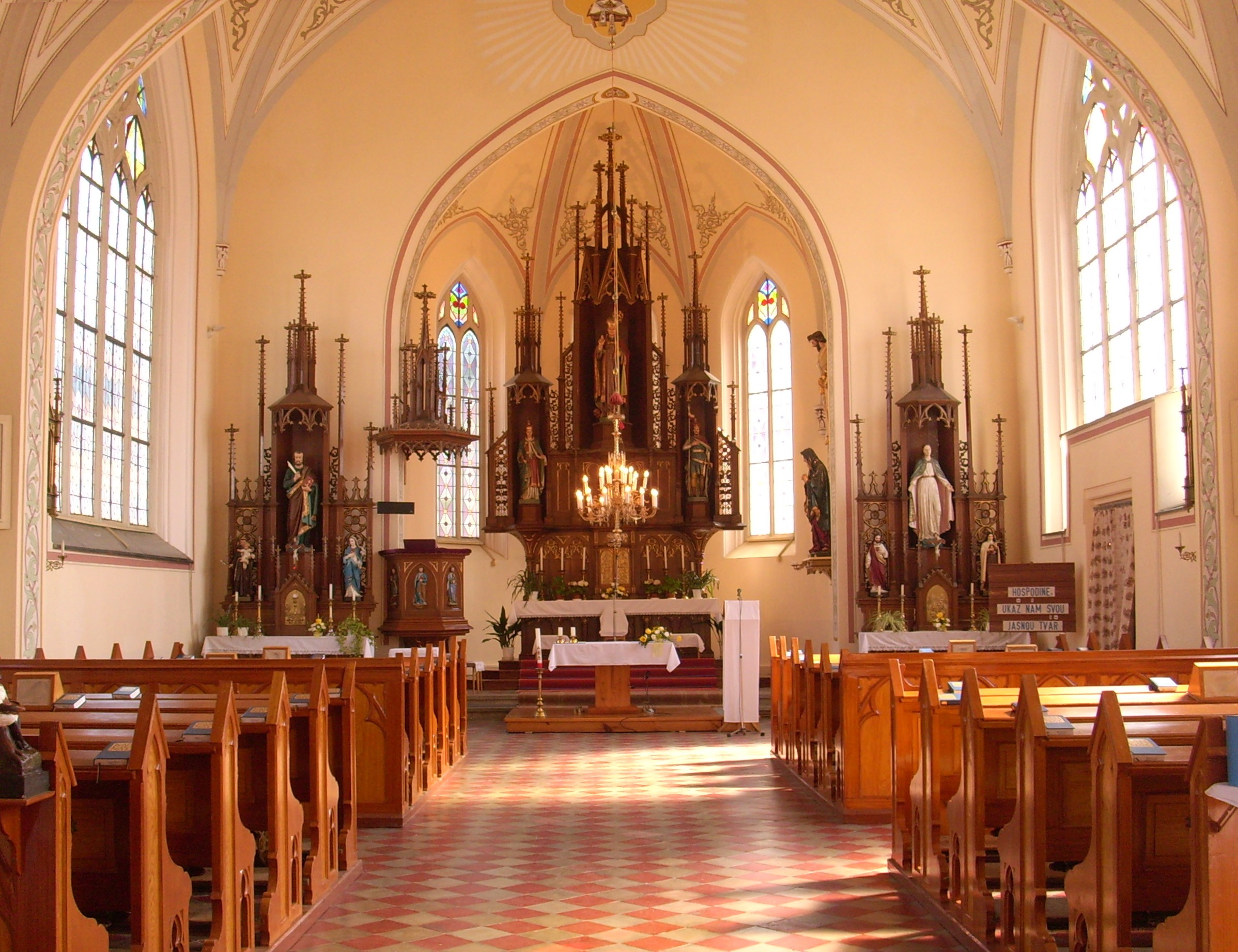
Současná podoba interiéru kostela

Kostel sv. Prokopa v Dlouhé Třebové je římskokatolický kostel postavený v pseudogotickém (novogotickém) slohu. Tato sakrální stavba zasvěcená patronu obce sv. Prokopu byla postavena v letech 1905–1906. Přestože se jedná pouze o filiální kostel, je výraznou dominantou Dlouhé Třebové a patří k nejvýznamnějším stavbám obce.

## Historie výstavby kostela
Myšlenka postavit si v obci svůj vlastní kostelík, se začala objevovat již na počátku 19. století. Objevovali se horlivci, kteří započali lámat základový kámen a dopravovali ho ke zdejší staré zvonici, která zde stávala od roku 1753. Tehdy však ke stavbě nedošlo, protože chyběly finanční prostředky a připravený kámen byl použit na jiné účely. Ani druhé lámání opukového kamene v roce 1830 nepřineslo výsledky. Svezený kámen do údolí ke škole, kde nynější kostel stojí, byl použit ke stavbě školního plotu.
Založení fondu pro výstavbu kostela
První větší peněžní dar na stavbu kostela věnoval v roce 1855 Antonín Kaplan, místní rodák, a to 30 zlatých ze svého otcovského podílu. Zmíněný dar dal podnět k založení fondu, do kterého přicházeli finance z různých stran. Finance se získávaly především ze sbírek, z darů, z výtěžků divadel, plesů, odvodem pokut, z odkazů při dědictví a dalších poplatků. Farní kronika však zaznamenává i velké částky: „Jeho Veličenstvo císař Ferdinand Dobrotivý daroval 500 zl.“ Nastřádané peníze byly také lidem půjčovány na stavbu jejich usedlostí. Větších úroků bylo však získáno při vložení našetřeného obnosu do spořitelen.
Kostel postavený grunty vzhůru
V roce 1866 po uklidnění hospodářských poměrů po prusko-rakouské válce bylo již dary a sbírkami nashromážděno přes 3 000 zlatých a tak se roku 1868 přikročilo ke stavbě. Začalo se stavbou základů a byl také položen základní kámen. Našetřený kapitál byl však nedostačující, i když se udělalo mnoho práce zdarma. Do roku 1870 byly vystavěny jen základy, které trčely ze země až do roku 1905. Dlouhotřebovští obyvatelé snášeli tedy 35 let posměšků, že mají kostel postavený grunty vzhůru (vzhůru nohama). Nastalo opět období shromažďování financí.
Spolek pro vystavění kostela
Až doposud byla výstavba záležitostí obce, což přinášelo velkou zátěž pro starostu. Proto roku 1880 byl založen Spolek pro vystavění kostela v Dlouhé Třebové, který přebral starost o dokončení stavby. Pro zřízení Spolku se velmi angažoval učitel František Velínský, který se také stal prvním předsedou. Spolek získával i nadále finance. Velkým dárcem se v této době stal také Josef Kaplan, dlouhotřebovský rodák, který odešel do Spojených států.
Zadání projektu
Na přelomu století získal spolek takový obnos peněz, že začali pomýšlet na vlastní stavbu chrámu. V roce 1901 došlo k zadání projektu a na základě konkursu byly vybrány plány kostela od architekta Františka Brázdy ze Zábřeha na Moravě. Jedním z důvodů výběru bylo také provedení plánů zdarma, které byly až na malé připomínky schváleny v Praze. V roce 1903 jmění spolku narostlo na 63 tisíc korun, z čehož 60 tisíc bylo použito na vlastní stavbu kostela. Na jaře roku 1905 se začalo se stavbou a ještě ten rok stála hrubá stavba. O rok později již byla budova dokončena a také zevnitř se kostel postupně zaplňoval.
Vysvěcení a kolaudace
Nový kostel byl slavnostně vysvěcen v neděli 8. prosince 1906 P. Františkem Michalitschkem, děkanem v Lanškrouně za asistence dalších kněží. Slavnostním vysvěcením bylo úspěšně dovršeno mnohaleté úsilí několika generací o vybudování chrámu Páně v Dlouhé Třebové. Práce na kostele bylo potřeba završit i z hlediska úředního, proto se roku 1907 uskutečnila kolaudace. Po dokoupení veškerého vybavení pro bohoslužby se uskutečnila v roce 1910 kolaudace celková.

## Architektonický popis kostela
Dlouhotřebovský kostel je jednolodní, orientovaný, v pseudogotickém stylu s osmibokou věží nad vchodem. Čelní vchod zajišťují troje dubová vrata na způsob baziliky. Nad hlavním vchodem je světlík a v 1. patře je osm gotických oken. Hlavní čelní okno je barevně proskleno a představuje sedmilistou růžici. Postranní věžičky jsou dvě a zastřešují boční schodiště. Pod věží, která je osmiboká s osmi okny vyplněnými dřevěnými žaluziemi, je ochoz. Voda z hlavní věže je rovněž odváděna osmi chrliči. Věž je krytá plechem, zakončená osmi sloupky a završená fiálou.
Boční velká a zadní okna jsou mozaikovitě prosklená barevnými skly zasazenými do olova. Základy pro klenbu jsou tvořeny deseti ven vyčnívajícími opěrnými pilíři. Kromě nich jsou ještě pilíře vnitřní. Střešní krytina byla vyměněna v roce 1971, kdy byla také uskutečněna velká venkovní oprava celého kostela.
Na severní boční straně přiléhá ke kostelu sakristie. Má dvojitá obyčejná okna a samostatné vstupní dveře.
Kruchta je vyvýšená a je tříčlenná. V její střední části jsou umístěny varhany, dále je tu místo pro pěvecký sbor a hudebníky. Postranní části kruchty slouží pro věřící.
Zvenčí byla podezdívka kostela zpevněna terasovou omítkou zhotovenou dodatečně v r. 1935. Kostel byl vícekrát opravován, tak jak vyžadovala oprava. Naposledy došlo ke generální opravě v r. 2002, kdy se kostel díky bílé omítce stal zářivou dominantou obce. Nová střecha, nátěr fasády, vytápění interiéru, sanační omítky, výmalba a elektroinstalace jsou jen nejvíce viditelnými zásahy ke zvelebení kostela, které byly provedeny z finančních prostředků od obce, věřících a mikroregionu Ústecko-Třebovsko.

## Vnitřní výzdoba kostela
Hlavní oltář a oba postranní oltáře jsou dřevěné s bohatou výzdobou gotických prvků. Na hlavním oltáři dominuje postava patrona a ochránce obce sv. Prokopa, opata sázavského, níže jsou sochy sv. Václava a sv. Ludmily. Postranní oltář (na evangelijní straně) nese sochu apoštola sv. Bartoloměje, na druhé straně je umístěn oltář, který je mariánský a je doplněn soškami Nejsvětějšího srdce Páně a sv. Terezie. Kazatelna je rovněž dřevěná polygonální, plasticky zdobená, se stříškou a po bocích jsou portréty čtyř evangelistů. Dřevěné oltáře, kazatelna a lavice jsou mistrovským dílem Josefa Bednáře, truhláře a řezbáře z Ústí nad Orlicí, zhotovené v r. 1906. Na těchto zařízeních spolupracovali také Josef Novák a Karel Divíšek, oba z Ústí nad Orlicí. Novější obětní stůl je rovněž dřevěný, pořízený v r. 1976.
Po obvodu bočních stěn je umístěna křížová cesta znázorněná čtrnácti dřevěnými plastickými vyobrazeními. Lustr nad obětním stolem je od Ignáce Neškudly.
Betlém představující narození Ježíška vytvořil lidový řezbář, malíř a dlouholetý kostelník František Stránský z Dlouhé Třebové. Varhany na kůru se skládají z hracího stolu, vzduchových trubic, měchů a píšťalového korpusu. Jsou dvoumanuálové a mají 14 registrů. Výrobcem byl v r. 1906 Antonín Mölzer z Kutné Hory. Byly několikrát laděny, opravovány a přemístěny směrem k zadní zdi k uvolnění místa pro zpěváky.

### Zvony
Nejstarším zvonem v Dlouhé Třebové je zvon Prokop, který je dokladem dávné svatoprokopské úcty v obci. Na jeho plášti je letopočet 1753. Původně měl stanoviště na dřevěné zvonici, která stávala na kopci nad vesnicí do roku 1908. Zvon Prokop je 45 cm vysoký a průměr spodní části je 60 cm. Zvon byl pořízen za rychtáře Karla Pirkla. O pořízení zvonu se zachovala následující pověst:
„Když obec kupovala první zvon, scházel jí do celého obnosu stříbrný dvacetník. Nikde v celé obci ho nemohli sehnat, až došli k jednomu statku, kde bydlela zámožnější selka. Tu také poprosili o scházející peníz, který však neměla. Ale nabídla jim kvočnu s kuřaty, kterou od ní vděčně přijali a ve městě prodali. Teprve potom zvon zaplatili a přivezli.“
Zvon Prokop byl v 1. světové válce určen k rekvizici. Byl proto sundán z věže, ale v noci se ztratil. Byl totiž dobře uschován a zachráněn před likvidací místními obyvateli. Díky obětavosti obyvatel přečkal zvon všechny zlé doby a je tedy nejstarší technickou památkou obce Dlouhá Třebová.
V roce dostavby kostela byly zakoupeny další 2 zvony, které se ale nevyhnuly přetavení za 1. světové války. Mezi válkami přibyly další 2 zvony. Prvním byl zvon jménem Josef, kterému se říkalo „umíráček“ a druhým byl velký zvon Marie. Oba však nesetrvaly na kostelní věži dlouho, opět byly zlikvidovány za 2. světové války.

## Současnost
V současnosti je kostel pravidelně využíván k nedělním bohoslužbám, ke kterým se scházejí věřící nejen z Dlouhé Třebové ale i z okolních obcí. Každoročně se zde koná také adventní koncert a jednou za pár let i výstava betlémů, která je dokladem rozvinuté betlemářské tradice v tomto regionu.